# Conceição do Rio Verde
Conceição do Rio Verde est une municipalité brésilienne de l'État du Minas Gerais et la microrégion de São Lourenço.